# 内河正吉
内河 正吉（うちかわ まさよし）は、戦国時代から江戸時代初期の武将。武田氏、次いで徳川氏に仕える。

## 生涯
正吉が内河氏を始めて称す。武田信玄・勝頼の2代に仕えたが、天正10年（1582年）武田氏が滅亡すると徳川家康に属す。以後は同じく徳川氏に属した蘆田信蕃に従い、同年に起きた天正壬午の乱では信濃国で真田氏、甲斐国で後北条氏と戦った。戦後、この功を称されて家康より信濃国内に100石を与えられる。信蕃の死後はその兵を引き継いだ柴田康忠の麾下となり、諏訪高島城に在番して小笠原氏と戦った。天正12年（1584年）小牧・長久手の戦いの際には諏訪衆を代表して小牧山城に出頭し、諏訪衆の参陣を願ったが許されなかった。天正13年（1585年）上田合戦では敵将の首を挙げた。天正16年（1588年）高島城在番の任を解かれ、天正18年（1590年）小田原征伐にも従軍した。慶長5年（1600年）関ヶ原の戦いの際には徳川秀忠の軍に属す。慶長18年（1613年）甲斐国内の旧領に復帰、ただし信濃国の旧領は武蔵国足立郡に代替地を与えられた。慶長19年（1614年）大坂冬の陣に際しては戸田尊次に属して岡崎城を守備。のち甲府城番に移った。元和2年（1616年）に致仕、家督と甲府城番の任は子の吉次が継承した。